# KongJing-2000
KongJing-2000 (kurz KJ-2000, chinesisch 空警-2000, Pinyin Kōngjǐng Èrlínglínglíng – „Luftwarnung“, NATO-Codename Mainring) ist ein chinesisches Frühwarnflugzeug (AWACS), das auf der russischen Iljuschin Il-76 basiert. Es ist das erste seiner Art, das bei der Volksbefreiungsarmee Chinas im Einsatz steht.

## Vorgeschichte
China beschäftigte sich seit den 1960er-Jahren mit der Entwicklung von Frühwarnflugzeugen. Ein erster Versuch war das Ende 1969 begonnene Projekt-926, bei dem ein als Testflugzeug genutzter Tu-4-Bomber mit einem Radar Typ-843 im Rumpfrückenradom ausgerüstet wurde. Das als KongJing-1 (KJ-1) bezeichnete System wurde Anfang der 1970er-Jahre getestet, das Projekt aber aufgrund ausbleibender Erfolge 1971 eingestellt.
Ein zweiter Anlauf wurde Mitte der 1980er-Jahre unternommen. Dazu wurden Verhandlungen mit der Sowjetunion über die Lieferung des Transporters Il-76, der als Basismodell dienen sollte, aufgenommen. Mit Großbritannien und Israel trat man zwecks Lieferung eines geeigneten Radarsystems in Kontakt. GEC-Marconi schlug das Argus-2000 vor, Elta Electronics das EL/M-2075 „Phalcon“. Beide Systeme sollten in blasenförmigen Verkleidungen am Rumpf installiert werden, beim Phalcon sollte die Il-76 zusätzlich zwei Sensoren an der Seite erhalten. China entschied sich schließlich für die israelische Variante. Von 1992 bis 1994 wurden – nunmehr mit Russland – Verhandlungen geführt, um in Israel vier Il-76MD zu als A-50I bezeichneten Mustern umrüsten zu lassen. Das Radar sollte jedoch in einem Radom auf dem Rumpf installiert werden. Der Vertrag über eine Milliarde US-Dollar wurde im Mai 1997 unterzeichnet. Nachdem aber, ausgehend von der politischen Entwicklung Chinas seit 1989, ein Waffenembargo über das Land verhängt worden war, scheiterte das chinesische AWACS-Programm am Widerstand der USA, die Israel mit dem Entzug von Militärhilfe im Wert von 20 Milliarden US-Dollar drohten, worauf dieses sich aus dem Projekt zurückzog. Die erste Il-76MD, deren Umrüstung seit Oktober 1999 in Israel erfolgt und fast abgeschlossen war, musste wieder zurückgebaut werden.

## Entwicklung und Einsatz

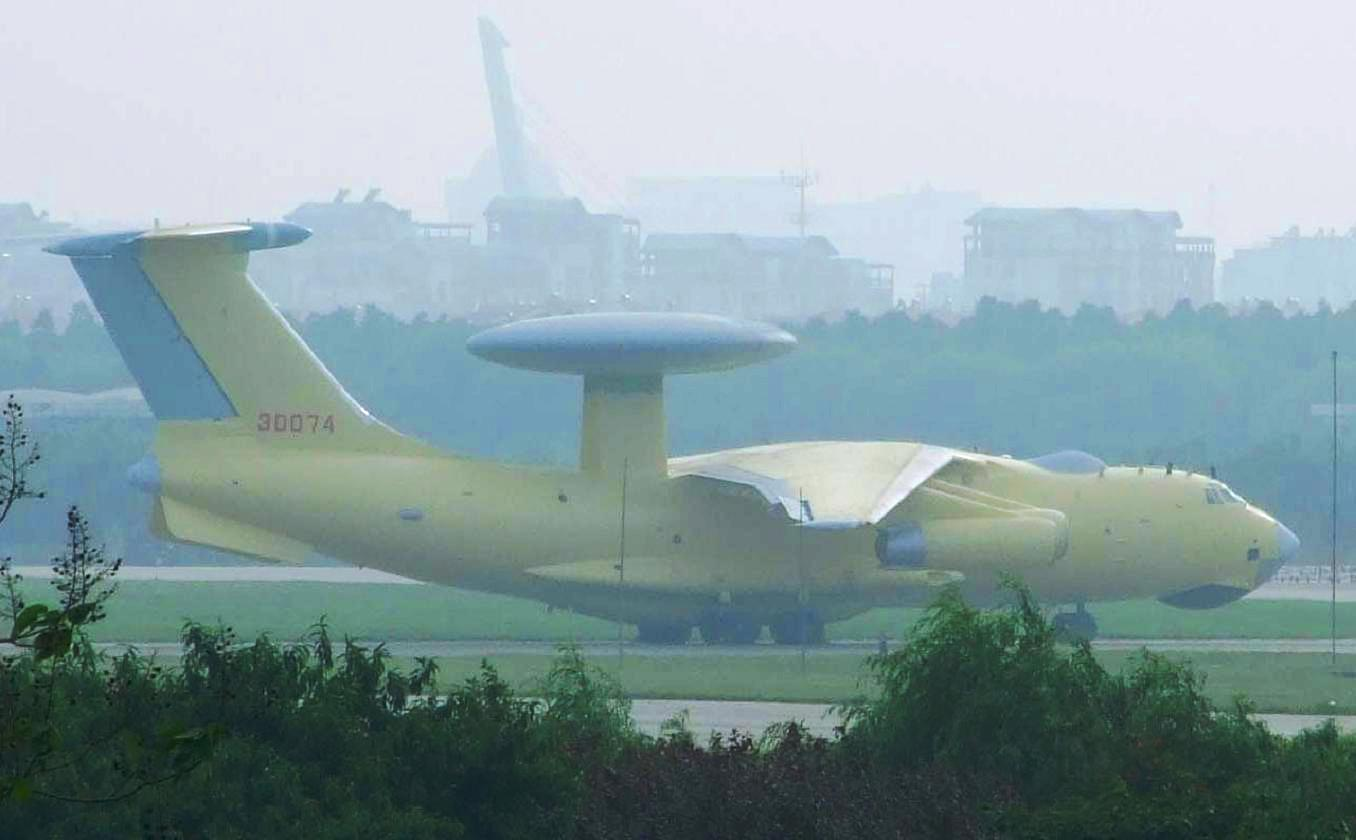
KJ-2000 beim Testflug, 2008

Nach dem Scheitern des A-50I-Programms gab die chinesische Regierung den Instituten 603 in Xi’an (innerhalb von XAC) und 14 in Nanjing (damals dem Ministerium für Informationsindustrie unterstehend) den Auftrag, Verwendungsmöglichkeiten des einheimischen Radarsystems Typ-88 für die Il-76 zu entwickeln. Russland, dessen Vertrag immer noch die Lieferung von vier Il-76MD vorsah, überstellte 2002 die erste Maschine nach China. Im Dezember gleichen Jahres begann die Umrüstung der nun als KJ-2000 bezeichneten Maschine. Sie ähnelt der A-50, ist aber relativ einfach an den fehlenden horizontalen Stabilisatoren der Fahrwerksverkleidungen sowie den beiden auffälligen Falschkielen am Heck von dieser zu unterscheiden. Das Radom ist größer als das der A-50. Das System Typ-88 soll AESA-Eigenschaften im Frequenzbereich von 1200 bis 1400 MHz mit einer effektiven Suchweite von 470 km besitzen.
Die KJ-2000 begann ihre Flugerprobung am 11. November 2003 und wurde anschließend auf der Wugong Airbase im Stadtbezirk Yangling von Xianyang (Provinz Shaanxi), später auch auf der Erprobungs- und Ausbildungsbasis der Luftwaffe der chinesischen Volksbefreiungsarmee in Dingxin (Innere Mongolei) eingehenden Tests unterzogen. 2005 waren die Versuche beendet und das Flugzeug wurde von den chinesischen Luftstreitkräften in Dienst gestellt. Die drei restlichen Il-76MD waren bis dahin ebenfalls an Xi’an Aircraft geliefert und modifiziert worden. Sämtliche KJ-2000 fliegen seit Dezember 2007 bei der in Wuxi-Shuofang im Südosten Chinas stationierten 26. speziellen Division unter anderem auch zur Überwachung der Taiwan-Straße.
2005 wurde zwischen Russland und China ein weiterer Vertrag über die Lieferung von Il-76 geschlossen, wobei vermutet werden kann, dass von diesen Flugzeugen ebenfalls einige zu KJ-2000 umgerüstet werden sollen. Aus unbekannten Gründen kam es aber zumindest bis 2010 zu keiner Umsetzung dieser Abmachung.

## Nutzer
- Volksrepublik China: Chinesische Luftstreitkräfte – vier in Betrieb[4]